# Derrick Taylor
Derrick Anthony Taylor (Baton Rouge, 20 novembre 1963) è un ex cestista e allenatore di pallacanestro statunitense, professionista in Germania, Italia e Francia.
È il padre di David Taylor, a sua volta cestista.

## Carriera
È stato selezionato dagli Indiana Pacers al quarto giro del Draft NBA 1986 (72ª scelta assoluta).

## Palmarès

### Squadra
- Campionato tedesco: 1

Brose Bamberg: 2004-05

### Individuale
- All-CBA Second Team (1991)
- CBA All-Defensive First Team (1989)
- Migliore nelle palle recuperate CBA (1989)
- Miglior tiratore di liberi CBA (1991)